# フットボールネーション
『フットボールネーション』（FOOTBALL NATION）は、大武ユキによる日本の漫画作品。『ビッグコミックスペリオール』（小学館）にて2010年1号より連載を開始し、同年8号（第8話）に「第1部･完」「第2部に向け構想中」と書き添えられた。その後、2011年5号（第9話）より連載を再開した。
運動科学総合研究所の高岡英夫の協力を仰ぎ、現代サッカーにおいてもも裏の筋肉を始めとするインナーマッスルを使うことの重要性を前面に押し出した構成となっている。2024年11月時点で累計部数は200万部を突破している。

## あらすじ
「脚のきれいな選手求む!!」という奇妙な選手募集広告を出す東京クルセイドの取材に出かけた女性カメラマン・緒形紫は、そこで恐るべきサッカーセンスを持つ1人の少年・沖千尋に出会う。本気で天皇杯を獲りに行くと宣言する東京クルセイドの監督と、複雑な過去を持つ沖は互いに惹かれ合い、天皇杯本選に向けての道を歩み始めた。

## 登場人物

### 東京クルセイドの人物

#### 選手
沖 千尋（おき ちひろ）
本作の主人公。ポジションはボランチ。4歳から15歳まで横浜ユナイテッドジュニアユースに所属し、同ポジションの一ノ瀬とはライバルでもあり親友でもあった。高校入学後には父親の意向でサッカーを止めさせられていた。高校1年時に誤って人を刺してしまった一ノ瀬を庇い、自らが罪を被り少年院に入所。出所後は自宅に戻らず、居候やネカフェ生活をしながら都内の河川敷チームの有料助っ人でサッカーを続けており、いつしか知る人の間では「ジョーカー」と呼ばれていた。ある日、助っ人としてプレイしていたところを高橋にスカウトされ、暫くしてから東京クルセイドに加入することになった。1巻では17歳。
野田 航己（のだ）
ポジションはセンターバック。首都圏にある大学のサッカー部に所属していたが、筋力トレーニングが生理的に受け付けないという理由で退部し、東京クルセイドに加入した。
鳥海 森之介（とりうみ しんのすけ）
ポジションはトップ下。以前はJ2のクラブ「湘南ウェイブズ」でプレーするプロサッカー選手だったが、怪我により解雇されたため東京クルセイドに入団した。1巻では20歳。
玉城 丈児（たまき）
ポジションはセンターバック。顔が怖い。元プロサッカー選手。トラック運転手。
知花 マリオ（ちばな マリオ）
ポジションはフォワード。ストリートサッカー出身。沖がジュニア時代にストリートサッカーにも参加していたことで知り合う。沖と鳥海が組んだストリートサッカー勝負に負けた条件としてのチーム勧誘に難色を示すも、天皇杯優勝賞金に釣られメンバーとして参加することとなった。日系ブラジル人で、母親は横浜・鶴見でブラジル料理店を営む。
ヴァチェスラーフ・ヴォストロチン
通称イワン。ポジションはゴールキーパー。沖が少年院に入所していた時に知り合った。沖の誘いにより東京クルセイドに加入。少年院時代に日本語のコミュニケーションが速やかでなかったことから苛めにあっていた。そのためGKでありながらコーチングができなかったが、沖や野田の助けや叱咤により徐々に克服しつつある。普段は温厚な性格だが、時にキレやすい傾向がある。
遊佐（ゆさ）
ポジションはサイドバック。高校卒業後J1のチームに所属するも、未成年のうえに無免許飲酒運転により解雇される。その後、野田の誘いにより東京クルセイドに参加したものの、ボランチからサイドバックにコンバートされたことに不満を持ちチームからは疎遠になっていた。何だかんだ言いつつもチームの動向は気にして試合観戦にもきており、結局はサイドバックとして再度メンバーに加わることとなった。沖が欠場となった天皇杯第四戦バコレータ高知戦では臨時でボランチを任されたが、自分はゲームを作れるタイプのボランチでは無いことを痛感し、沖の実力を認めることとなる。

#### スタッフ
高橋 幹保（たかはし みきやす）
東京都社会人リーグ3部のサッカークラブ「東京クルセイド」の監督。10代から日本国外でプレーするプロサッカー選手だった。センスには優れ南米・欧州のマイナーリーグではそこそこ通用していたが、トップリーグではフィジカルが通用せず、がむしゃらに筋トレで身体を鍛えた結果、身体能力は落ちてケガもしやすくなり、自身が予定していたよりも早く引退することとなった。引退後、その苦い経験を無駄にしないために東京クルセイドを立ち上げ、「世界基準のフィジカルとセンスを持った選手を育てることが日本サッカーを強くする」ことを実証するために天皇杯で優勝することを目指している。外国で結婚した妻と娘がいる。
嵯峨（さが）
スカウティング担当。観客として東京クルセイドの試合を観戦している内にチームとしての魅力に引き込まれ、選手として応募するも、絶望的なフィジカルの無さから選手としての合格は果たせなかった。リフティングを500回続けられるセンスと、チームの弱点を質問されたことに対してずばり言い当てたほどの分析能力から、スカウティング要員として採用された。

### 他のチームの人物
一ノ瀬 迅（いちのせ じん）
Jリーグの強豪クラブ・横浜ユナイテッドでプレーするプロサッカー選手。ポジションはトップ下またはセンターハーフだと思われる。高校在学中でありながら、異例の飛び級で日本代表候補に抜擢された。ジュニアユース時代に両親が蒸発し、それからは祖母に育てられた苦労人。沖とは4歳から一緒にプレーした間柄であるが、自身にはない沖の才能の豊かさを恐れている。1巻では17歳。
田之上 龍（たのうえ りゅう）
埼玉レッズユースの選手。ポジションはミッドフィールダー。テクニックには絶対的な自信を持っていたが、天皇杯第二戦での東京クルセイドとの試合では、クルセイドの選手との違いに気づき己の限界を感じるまでになってしまった。その後、東京クルセイドの練習を見物しに行ったことをきっかけに高橋から教えを受け、新たな可能性を見いだすこととなる。
楠木 蹴斗（くすのき しゅうと）
埼玉レッズユースの選手。ポジションはフォワード。父親は元日本代表だが指導者の道は歩まず、一般の父兄として息子を叱咤激励する。
秋庭 匠（あきば たくみ）
J2湘南ウェイブズの選手。ユース時代は「湘南ユースの最高傑作、ジーニアス」と呼ばれていたが、プロ入り後は1年目からレギュラーとなるものの、その後の伸び悩みからサポーターから「不良債権」と言われるほど評価を落としていた。天皇杯三回戦で東京クルセイドと対戦した際に、沖のプレイに触発され、自身の足りなかった要素に気がつくこととなる。バコレータ高知戦後の東京クルセイドとのトレーニングマッチで再度対戦するも、沖との違いを見つけることができず、高橋に教えを請うこととなる。
綿貫 泉（わたぬき いずみ）
J1愛知SCの選手で、元日本A代表。一ノ瀬に押し出される形で代表もれしたことをかなり根に持っている。表面上はマスコミの対応やファンサービスもよく人気選手だが、性格的には極端な裏表がある即物的かつ自己中心的な人物。

### その他の人物
緒形 紫（おがた ゆかり）
週刊サッカー雑誌「週刊キッカー」の契約カメラマン兼ライター。「フォトジェニックは一流選手の証」という信条を持っており、それに該当する一ノ瀬のファンである。編集部からの指示でたまたま取材した東京クルセイドに出会い、監督である高橋の信条や沖の才能を気に入り、密着して取材を進めることとなる。クラシックバレエの経験があることを高橋から見初められ、取材と関係の無い練習に駆り出されたりインナーマッスルの講師をさせられるなど、単なるチームとマスコミ以上の関係となる。
三枝（さえぐさ）
週刊サッカー雑誌「週刊イレブン」に所属するジャーナリスト。高橋の高校時代、サッカー部の先輩。サッカーについての見識は非常に高く、一ノ瀬からも「どうせ話すなら三枝さんがいい。」と言わしめるほど。
沖 千春（おき ちはる）
沖 千尋の兄。沖からはハル兄と呼ばれている。父親の言われるまま医学部に進学するも、自分のやりたいことではないことに気がつき、引きこもりになってしまう。
カナエ
歌手。一ノ瀬と交際中。
都（みやこ）
通称ミャーコ。センター街のクスリを売買する不良仲間から代金をパクり、追いかけられていたところを助けてもらったことがきっかけで沖と知り合う。
青野（あおの）
通称ノア。不良グループのリーダー。高校時代の沖と一ノ瀬に絡み、一ノ瀬に刺され重傷を負う。

## 書誌情報
- 大武ユキ 『フットボールネーション』 小学館〈ビッグコミックス〉、既刊19巻（2024年12月26日現在）
  1. 2010年5月28日発売[2]、ISBN 978-4-09-183167-5
  2. 2011年8月30日発売[3]、ISBN 978-4-09-184040-0
  3. 2012年2月29日発売[4]、ISBN 978-4-09-184279-4
  4. 2012年10月30日発売[5]、ISBN 978-4-09-184279-4
  5. 2013年9月30日発売[6]、ISBN 978-4-09-185419-3
  6. 2014年5月30日発売[7]、ISBN 978-4-09-186210-5
  7. 2015年2月27日発売[8]、ISBN 978-4-09-186793-3
  8. 2015年10月30日発売[9]、ISBN 978-4-09-187316-3
  9. 2016年7月29日発売[10]、ISBN 978-4-09-187720-8
  10. 2017年2月28日発売[11]、ISBN 978-4-09-189381-9
  11. 2017年10月30日発売[12]、ISBN 978-4-09-189728-2
  12. 2018年6月12日発売[13]、ISBN 978-4-09-189894-4
  13. 2019年2月28日発売[14]、ISBN 978-4-09-860231-5
  14. 2019年10月30日発売[15]、ISBN 978-4-09-860450-0
  15. 2020年6月30日発売[16]、ISBN 978-4-09-860644-3
  16. 2021年11月30日発売[17]、ISBN 978-4-09-861193-5
  17. 2022年11月30日発売[18]、ISBN 978-4-09-861475-2
  18. 2023年11月30日発売[19]、ISBN 978-4-09-862602-1
  19. 2024年12月26日発売[20]、ISBN 978-4-09-863088-2
- 大武ユキ 『フットボールネーション ─インナーマッスル編─』 小学館〈My First Big Special〉 2014年11月21日発売、ISBN 978-4-09-119645-3